# RCDE 스타디움
RCDE 스타디움(RCDE Stadium) 또는 에스타디 코르넬랴-엘프라트(카탈루냐어: Estadi Cornellà-El Prat)는 스페인 바르셀로나 근교 쿠르넬랴데류브레가트와 엘프라트데류브레가트 경계에 위치한 RCD 에스파뇰의 홈 경기장이다.
건설에 3년이 걸렸고 비용은 약 6천만 유로였다. 2009년 8월에 개장한 이곳은 2010년 6월 18일 더블린에서 스타디움 비즈니스 어워드(Stadium Business Award)를 수상하면서 올해의 장소로 선정되었다.
40,000석 규모이며 스페인에서 10번째이며, 카탈로니아에서 3번째로 큰 경기장이다. 2009년 RCD 에스파뇰의 홈구장이 되었으며 이전 경기장인 Estadi Olímpic Lluís Companys를 대체하여 클럽 역사상 8번째 경기장이 되었다.